# بدرالدین یحیی
امیر بدرالدین یحیی از دبیران چیره‌دست قرن هفتم از معاصران پروانه و دیوانیان کیخسرو دوم بود و عنوان ترجمان داشت. خاندانش از گرگان به روم رفته بودند و نسبتش به فخری گرگانی سرایندهٔ ویس و رامین می‌رسید، اما خود در قونیه به دنیا آمده بود.
ابن بی‌بی در حوادث حدود سال ۶۴۴ در بارهٔ او می‌نویسد:
«بدرالدین یحیی ترجمان... از امائل افاضل روم بود و در رقت منظوم و جزالت منثور قسِّ فصاحت و حسّانِ بلاغت. اگرچه مولد و منشأ شهر قونیه داشت، اما به نژاد قدیم و تربیت اصلی به خطهٔ جرجان منتسب شدی، و به فخری جرجانی ناظم قصهٔ ویس و رامین انتما و اعترا کردی؛ و به یمین و یسار، خط منسوب روان آبدار چون لؤلؤ شاهوار نوشتی. در جملهٔ علوم حظّی تمام و قسطی وافر، سیمّا در انشاءِ مکاتبات و مراسلات دیوانی ید بیضا و دم مسیحا و درجهٔ عُلیا یافته بود...».
بدرالدین از دوستداران و معاشران مولوی بود و در مناقب‌العارفین روایات متعددی در بارهٔ او آمده از جمله می‌نویسد: در سماعی که پروانهٔ دیلمی در ماتم مولوی ترتیب داده بود 
«ملک‌الادبا بدرالدین یحیی در سماع گرم شده بود، جامه‌ها بر خود چاک زده، این رباعی [حضرت خداوندگار] را می‌گفت:
| کو دیده که در غم تو نمناک نشد  |  | یا جیب که در ماتم تن چاک نشد |
| سوگند به روی تو که از پشت زمین |  | مانند تویی در شکم خاک نشد    |

مجموعهٔ منشآت بدرالدین یحیی در دست است. تعدادی از نامه‌های او هم در مجموعهٔ نفیس منشآت کتابخانه حسین نخجوانی موجود است.